# Ove Magnusson (geotekniker)
Ove Gunnar Magnusson, född 14 mars 1933 i Göteborgs Haga församling i Göteborgs och Bohus län, är en svensk geotekniker.
Efter akademiska studier avlade Ove Magnusson en teknologie licentiat-examen. Han verkade som geotekniker vid Skanska. Hans byggforskning har resulterat i publikationerna Jordars schaktbarhet – beräkningsmetod och förslag till indelning av jord i schaktbarhetsklasser (1973), Deformationer i en schaktbotten av lera – fältmätningar och utvärdering av mätresultaten (1975), Förbelastning av jord (1983), Schaktbarhet – klassificeringssystem -85 (1985), Packning av jord och packningskontroll (1985), Att bygga i jord vintertid (1985), Ödometerförsök enligt CRS-metoden (1989) och Armerad jord (1997). 1994 fick han Sigge Thernwalls pris för sin forskning om deformationer i packade jordfyllningar.
Han gifte sig 1963 med tandtekniker Anita Malmström (född 1938). Efter skilsmässa från henne gifte han sig 1984 med psykologen och författaren Chris Magnusson (ogift Lundgren, född 1947).